# 한국광기술원
한국광기술원(韓國光技術院, Korea Photonics Technology Institute)은 광(光)융합 관련 기술개발 및 기업지원을 통해 국내 광융합산업 육성과 발전에 기여하고자, 산업기술혁신 촉진법에 근거하여 설립된 산업통상자원부 산하 국내 유일의 광융합기술 전문연구소이다. LED, Laser, Sensor, Lens 등 빛의 원천을 연구하고, 에너지, 환경, 헬스케어, 자율주행차, ICT융합, 디스플레이, 국방·안전 분야까지 빛을 다양하게 활용하기 위한 광융합 연구개발을 바탕으로 산업발전에 많은 역할을 담당해 오고 있다. 또한, 시험인증, 조명실증, 시험생산, 기술창업, 인력양성 등 전주기 기업지원을 통해 중소·중견기업의 성장을 지원하고 있다. 광주광역시 북구 첨단벤처로108번길 9 에 위치하고 있다.

## 연혁
- 1999년 9월  광주광산업육성계획 승인
- 2001년 1월  법인 설립
- 2001년 3월  제1대 원장 최상삼 취임
- 2001년 4월  한국광기술원 개원
- 2002년 4월  청사 착공
- 2004년 6월  제2대 원장 김태일 취임
- 2004년 11월  청사 준공
- 2005년 5월  KOLAS 국제공인시험기관 자격획득
- 2005년 9월  시험생산센터 1동 준공
- 2006년 5월  KOLAS 국제공인교정기관 자격획득
- 2006년 6월  기술이전 공식기관 지정(산업자원부)
- 2007년 6월  제3대 원장 유은영 취임
- 2007년 10월  신조명(반도체조명)산업 기반구축 사업 착수
- 2007년 11월  LED표준화 사업 착수
- 2007년 12월  시험생산센터 2동 준공
- 2008년 11월  IT기술·창업지원단 지원기관 지정(중소기업청)
- 2008년 11월  시험생산센터 3동 준공
- 2008년 11월  중소기업청 성능인증시험연구원 지정
- 2009년 1월  광기반 융합기술 인프라 구축사업 착수
- 2009년 6월  LED조명실증 인프라 및 평가기술 개발사업 착수
- 2009년 11월  UL 및 CE 인증 시험평가 시험소 지정
- 2010년 6월  산업용 레이저 핵심부품·모듈 기반구축 사업 착수
- 2010년 7월  제4대 원장 김선호 취임
- 2010년 10월  KS지정심사기관 지정
- 2011년 1월  한국선급공인시험기관 인증
- 2011년 3월  적외선 광학렌즈 기술개발 및 산언화 지원사업 착수
- 2011년 5월  경인지역고객지원센터 개소(경기도 시흥시)
- 2011년 5월  LED표준화 KS규격 제정
- 2011년 6월  신기술창업센터 준공
- 2011년 9월  지역경제 활성화 기여 공로 대통령표창 수상
- 2012년 6월  LED가로등 실증동, LED조명실증센터 준공
- 2012년 7월  3D융합 상용화지원센터 구축사업 착수
- 2012년 8월  LED융합산업허브 구축사업 측수
- 2012년 9월  조달청 전문검사기관 지정
- 2013년 7월  제5대 원장 박동욱 취임
- 2014년 1월  TUV 시험기관 지정
- 2014년 7월  차세대 광학모듈 핵심공정 및 시제품 제작기반 구축사업 착수
- 2014년 9월  OLED조명 산업 클러스터 조성사업 착수
- 2014년 11월  에너지 절약 및 효율 향상공로 대통령표창 수상
- 2015년 9월  수요자 연계형 LED조명 글로벌 사업화 기반구축 사업 착수
- 2015년 10월  LED융합산업종합정보망 개통
- 2015년 11월  3D융합상용화지원센터 준공
- 2016년 2월  자동차 등화부품분야 대체부품 시험기관 지정(국내 최초)
- 2016년 6월  광융복합산업 글로벌 경쟁력 강화 기반구축사업 착수
- 2016년 7월  국가연구개발 우수성과 100선 선정
- 2016년 9월  과학기술진흥 공로 국무총리 표창 수상
- 2016년 9월  제6대 원장 김영선 취임
- 2016년 11월  극한환경 테스트 베드동 준공
- 2016년 11월  전문생산기술연구소 발전협의회 회장기관 선임
- 2017년 1월  전자파 시험동 준공
- 2018년 4월  평판형 광도파로 기반산업 고도화 지원사업 착수
- 2018년 10월  제1호 연구소기업 (주)티에스테크 등록(미세먼지 측정장치 사업화)
- 2019년 3월  제2호 연구소기업 (주)웰트 등록(태양광/열기반 스마트에너지 시스템 사업화)
- 2019년 6월  광융합산업 플랫폼 공동활용 사업화 사업 착수
- 2019년 9월  자동차 등화장치 시험기관 지정(튜닝부품)
- 2019년 11월  제7대 원장 신용진 취임
- 2019년 11월  제3호 연구소기업 (주)옵토마린 등록(레이저 센서 및 검사장치 사업화)
- 2020년 1월 광융합기술 전문연구소 지정(산업통상자원부)
- 2020년 3월  제4호 연구소기업 (주)엘케이텍 등록(자동차 스마트전조등 사업화)
- 2020년 4월 광기반기술연계 광융합산업 고도화 사업 착수
- 2020년 7월 국가연구시설 지능형광학모듈연구센터 지정(과학기술정보통신부)
- 2020년 9월 경기광융합기술센터(경기 안양) 설치
- 2020년 10월 제5호 연구소기업 대보하이테크(주) 등록(GaAs 기반 Epi-wafer 사업화)
- 2020년 10월 제6호 연구소기업 (주)효림 등록(UVC 휴대용 살균 기술 사업화)
- 2020년 11월 대한민국 안전기술대상 장관상 수상(행정안전부)
- 2020년 11월 제7호 연구소기업 (주)현서테크 등록(광자극 뇌파안정 기술 사업화)
- 2020년 12월 제8호 연구소기업 (주)엘텍 등록(광학식 가스센서 대기측정 장치 사업화)
- 2020년 12월 제9호 연구소소기업 (주)디에이치오션 등록(해양 기상환경 모니터링 기술 사업화)
- 2021년 4월 개원 20주년 기념행사
- 2021년 4월 카메라렌즈용 광학소재 산업화 지원사업 착수
- 2021년 10월 계량측정산업발전유공 대통령 단체표창
- 2021년 11월 제10호 연구소기업 (주)에코프렌들리 등록(친환경살균 폐기물 처리 기술 사업화)
- 2021년 12월 제11호 연구소기업 (주)서브뮬레드 등록(3D 구조 적층형 LED디스플레이 기술 사업화)
- 2021년 12월 제12호 연구소기업 훈네트(주) 등록(개인 맞춤형 스마트미러 기술 사업화)
- 2021년 12월 국가연구시설 우수사례 20선 선정
- 2022년 4월 마이크로LED 디스플레이 산업화 지원을 위한 인프라 및 기술개발 사업 착수
- 2022년 4월 XR 전방산업 선도형 핵심 광학 부품·모듈 시험제작 서비스 지원 사업 착수

## 조직

### 감사
- 감사실

### 대외협력본부
- 기술전략기획실
- 경기광융합기술센터

### 선임연구본부
- 미래사업부
- 광원연구본부
  - 광전융합소자연구센터
  - 레이저연구센터
  - 나노광소자연구센터
  - 마이크로LED디스플레이연구센터
- 광영상정보연구본부
  - 광학렌즈소재연구센터
  - 지능형광학모듈연구센터
  - 공강광정보연구센터
    - 실감증강현실연구센터

- 광ICT융합연구본부
  - 광정밀계측연구센터
  - 지능형광IoT연구센터
  - 광의료바이오연구센터
    - 포토테라피연구센터
- 조명·에너지연구본부
  - 조명소재부품연구센터
  - 모빌리티조명연구센터
  - 스마트조명연구센터
    - 빛공해데이터센터

  - AI에너지연구센터

### 기업지원본부
- 기업협력부
  - 장비공정센터
  - 융합조명시험센터
  - 광ICT시험센터
  - 기술사업화센터

### 경영지원본부
- 경영전략부
  - 경영기획실
  - 인재경영실
  - 재무자산실
  - 연구지원실
  - 정보전산실
  - 안전시설실

## 같이 보기
- 산업통상자원부
- 광주광역시청
- LED융합산업 종합정보망 보관됨 2019-09-05 - 웨이백 머신